# Vapenskrammel och revolution
Vapenskrammel och revolution är det svenska punkbandet Ohlson har semester productions fjärde album, utgivet 2008 på skivbolaget Beat Butchers.

## Låtlista
1. "Vänta"
2. "Alfredo bomba"
3. "I samma uniform"
4. "Tricket två"
5. "Malin och Anna"
6. "Åka buss"
7. "Det är någon som stör"
8. "Tusen jävla :-"
9. "Det räcker nu"
10. "Alla ser vad du gör"
11. "Jag vill vara med"
12. "Arg"
13. "Den som söker"
14. "Flickan i Tibet"
15. "Vi är på väg"
16. "Frågor och svar"
17. "Tomtefar"
18. "Mitt arv"
19. "I samma spår"